# Herzog von Bronte

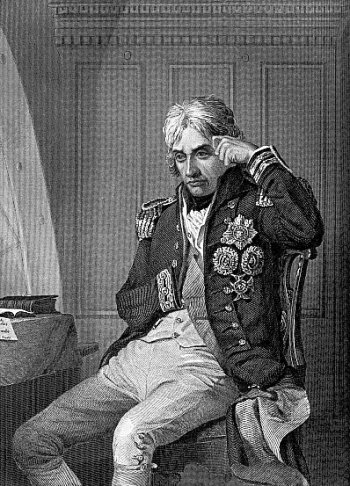
Horatio Nelson, 1. Herzog von Bronte

Herzog von Bronte (italienisch: Duca di Bronte) war ein erblicher sizilianischer Adelstitel.

## Geschichte des Titels
Als im Zweiten Koalitionskrieg die Franzosen im Dezember 1798 gegen das mit Großbritannien verbündete Königreich Neapel vorrückten, übernahm der britische Admiral Horatio Nelson die Aufgabe die königliche Familie aus Neapel nach Palermo zu evakuieren. Im Januar 1799 wurde das Königreich Neapel von den Franzosen eingenommen und dort die Parthenopäische Republik gegründet. Bereits im Juni 1799 gelang die Rückeroberung Neapels durch die Royalisten, die Lord Nelson mit einer britischen Flotte unterstützte. Nachdem sich die republikanischen Verteidiger Neapel gegen die Zusage freien Abzugs ergeben hatten, ließ Lord Nelson diese im Namen des neapolitanischen Königs gefangen nehmen und ihren Anführer, den parthenopäischen Admiral Francesco Caracciolo, standrechtlich hängen.
In Anerkennung seiner Verdienste schuf König Ferdinand IV./III. von Neapel und Sizilien Horatio Nelson daraufhin mit Urkunde vom 10. Oktober 1799 ein Herzogtum aus ehemaligem Kirchenbesitz um Bronte auf Sizilien. Das Lehen umfasste 15.000 Hektar, Residenz war die ehemalige Benediktiner-Abtei in Maniace. Da Lord Nelson keine legitimen Kinder hatte, wurden das Herzogtum und die damit verbundenen Rechte mit der besonderen Erbregelung ausgestattet, dass der jeweilige Herzog als nächsten Erben einen beliebigen Verwandten bestimmen kann. Mit Urkunde vom 9. Januar 1801 wurden Lord Nelson der Titel Herzog von Bronte und die damit verbundenen Rechte nochmals bestätigt und konkretisiert. Im September 1801 erteilte König Georg III. Nelson eine königliche Lizenz, die ihm und seinen Erben gestattet, den Titel auch in Großbritannien zu führen.
Beim Tod Lord Nelsons ging das Herzogtum 1805 auf seinen Bruder William Nelson, 1. Earl Nelson über und danach auf seine einzige Tochter Lady Charlotte Nelson, was anfänglich zu einem Konflikt mit dem Erben der britischen Titel und Güter, dem 2. Earl Nelson, führte. Durch die Ehe von Charlotte mit Samuel Hood, 2. Baron Bridport, fielen Titel und Herzogtum 1874 an die Bridport-Linie der Familie Hood. Der letzte Herzog bis zur gesetzlichen Abschaffung der Adelstitel in Italien war Rowland Arthur Herbert Nelson Hood, der 3. Viscount Bridport; sein Erbe Alexander Nelson Hood (4. Viscount Bridport) verkaufte in den 1980er Jahren die zugehörigen Ländereien an den Rat der Bürger von Bronte.

## Liste der Herzöge von Bronte (1799)
- Horatio Nelson, 1. Viscount Nelson, 1. Herzog von Bronte (1758–1805)
- William Nelson, 1. Earl Nelson, 2. Herzog von Bronte (1757–1835)
- Charlotte Hood (geb. Nelson), Baroness Bridport, 3. Herzogin von Bronte (1787–1874)
- Alexander Nelson Hood, 1. Viscount Bridport, 4. Herzog von Bronte (1814–1904)
- Sir Alexander Nelson Hood, 5. Herzog von Bronte (1854–1937)
- Rowland Arthur Herbert Nelson Hood, 3. Viscount Bridport, 6. Herzog von Bronte (1911–1969)